# Виктория (Чили)
Виктория (исп. Victoria) — город  в Чили. Административный центр одноимённой коммуны. Население — 23 977 человек (2002).   Город  и коммуна входит в состав провинции Мальеко  и области Араукания.
Территория коммуны —  1256 км². Численность населения — 33 512 жителей (2007). Плотность населения — 26,68 чел./км².

## Расположение

Коммуна Виктория на карте области Араукания

Город  расположен в 59 км на северо-восток от административного центра области города Темуко и в 59 км на юго-восток от административного центра провинции города Анголь.
Коммуна граничит:
- на севере — c коммуной Эрсилья
- на северо-востоке — c коммуной Кольипульи
- на востоке — с коммуной Куракаутин
- на юге — c коммунами Перкенко,  Лаутаро
- на западе — c коммуной Трайгуен

## Демография
Согласно сведениям, собранным в ходе переписи Национальным институтом статистики,  население коммуны составляет 33 512 человек, из которых 16 360 мужчин и 17 152 женщины.
Население коммуны составляет 3,58 % от общей численности населения области Араукания. 29,43 %  относится к сельскому населению и 70,57 % — городское население.